# Witstaartklauwiertiran
De witstaartklauwiertiran (Agriornis albicauda) is een zangvogel uit de familie Tyrannidae (tirannen).

## Verspreiding en leefgebied
Deze soort komt voor van Ecuador tot Argentinië en telt twee ondersoorten:
- A. a. pollens: Ecuador.
- A. a. albicauda: Peru, westelijk Bolivia, noordelijk Chili en noordwestelijk Argentinië.

## Status
De grootte van de populatie is in 2020 geschat op 5250-23.000 volwassen vogels. De populatie is verdeeld in verschillende kleinere deelpopulaties die in aantal achteruitgaan. Op de Rode lijst van de IUCN heeft deze soort daarom de status gevoelig.